# Elísabet Ronaldsdóttir
Elísabet Ronaldsdóttir, även Elísabet Ronalds, född 6 juli 1965 i Reykjavik, är en isländsk filmklippare som har bland annat klippt filmer som Contraband, Djupet och John Wick. Hon har vunnit Eddapriset tre gånger i kategorin Bästa klippning.